# Abisso Bueno Fonteno
Die Abisso Bueno Fonteno ist ein Karsthöhlensystem bei Fonteno in der italienischen Provinz Bergamo. Sie wurde 2006 entdeckt und umfasst etwa 50 km Gänge, von denen etwa 19 km bislang erkundet wurden (Stand 2024).

## Geschichte
Mit dem Auffinden eines niedrigen Eingangs, aus dem kalte Luft strömte, begann im Mai 2006 die Erforschung der Grotte. Sie liegt am Rand des Fontenotals zwischen dem Iseosee und dem westlich davon gelegenen kleineren Lago di Endine.
2009 nutzte Marcello Moi ein sardisches Speläo-U-Boot, um den Emerald Siphon (Smaragdsee, Sifone Smeraldo) zu befahren. Dokumentarfilmer Massimo Brega fotografierte und filmte ab Januar 2011.
Im Dezember 2012 wurde durch Aufweiten einer kleinen Spalte Nueva Vida – ein weiteres Höhlenlabyrinth – entdeckt.
Der Filmemacher und Höhlenforscher Vittorio Crobu befuhr ab dem 10. Januar 2020 im Rahmen der Operation „Charon“ einen der langen Tunnel mit einem 3-sitzigen Schlauch-Ruderboot.
Bei der Erkundung unbekannter Teile der Höhle erlitt die 32 Jahre alte Höhlenforscherin Ottavia Piana am 14. Dezember 2024 bei einem Sturz von 8 m Tiefe verschiedene Knochenbrüche, was eine Rettung aus 584 Metern Tiefe erforderlich machte. An der Rettung waren etwa 100 ehrenamtliche Kräfte beteiligt. Am frühen Morgen des 18. Dezember 2024 konnte ihre Rettung aus der Höhle erfolgreich abgeschlossen werden und sie wurde mit einem Hubschrauber in ein Krankenhaus geflogen. Sie war in dieser Höhle bereits 2023 verunglückt und hatte sich in 150 Metern Tiefe ein Bein gebrochen, weswegen sie ebenfalls in einer 40 Stunden dauernden Rettungsaktion gerettet werden musste.